# Stajnie Kubickiego
Stajnie Kubickiego – dawna powozownia znajdująca się we wschodniej części Łazienek Królewskich w Warszawie. Główny i najcenniejszy obiekt tzw. folwarku łazienkowskiego, w skład którego wchodzą obiekty historyczne (oprócz stajni m.in. wozownia, kuźnia i pralnia) związane z tradycją hippiczną i wojskową Łazienek Królewskich.

## Opis
Budynek w stylu klasycystycznym został wzniesiony w latach 1825–1826 według projektu Jakuba Kubickiego na terenie folwarku znajdującego się na tyłach pałacu Myślewickiego. Łazienki Królewskie należały wówczas do cara Aleksandra I, który nabył je od spadkobierców króla Stanisława Augusta. Z rozkazu brata cara, wielkiego księcia Konstantego Romanowa, w 1825 roku rozpoczęto przebudowę folwarku, w tym budowę nowej stajni i wozowni. Nowy budynek zajął miejsce poprzedniej, drewnianej budowli o tym samym przeznaczeniu.  
Stajnie Kubickiego powstały na planie prostokątnej podkowy otwartej na dziedziniec folwarku. Środkowa część budynku jest dwukondygnacyjna i była przeznaczona na mieszkania dla służby. W parterowych skrzydłach przylegających do korpusu mieściły się stajnie przeznaczone dla 48 koni, w bocznych wozownie, które mogły pomieścić w sumie 8 pojazdów konnych. Ze względu na dużą liczbę zwierząt trzymanych w stajniach, w pomieszczeniach wykonano otwory zwane luftami i kominy wentylacyjne. Dla usuwania nieczystości płynnych zbudowano rynsztoki. Strych przeznaczono do przechowywania siana.  
Po odzyskaniu niepodległości Łazienki Królewskie, w tym znajdujące się tam Stajnie Kubickiego, stały się własnością państwową. II wojnę światową obiekt przetrwał bez większych zniszczeń.  
W latach 70. w budynku mieściły się pracownia fotograficzna Ministerstwa Handlu Zagranicznego i pracownia konserwatorska Muzeum Narodowego w Warszawie. Od 1995 mieści się tu część ekspozycji Muzeum Łowiectwa i Jeździectwa (pozostała część – od 1983 w pobliskich Koszarach Kantonistów).  
W latach 2019-2021 w ramach projektu „Stajnie Pegaza” opracowanego przez Muzeum Łazienki Królewskie, Stajnie zostały poddane kompleksowym pracom remontowo-konserwatorskim. Odtworzono historyczną formę i układ Stajni i przywrócono historyczne wrota, zaadaptowano skrzydła wschodnie i zachodnie do potrzeb wystawienniczych oraz dostosowano przestrzeń budynku do potrzeb osób z niepełnosprawnościami. 
Po remoncie zakończonym w 2021 w budynku udostępniono dwie wystawy stałe: 
- Powozownia im. Zbigniewa Prusa-Niewiadomskiego, w której zgromadzono pojazdy konne i akcesoria jeździeckie używane w XIX i XX wieku.
- Królewska manufaktura tkacka, na której można obejrzeć m.in. wciąż działające krosna żakardowe należące do Spółdzielni Ład oraz dekoracyjne materiały.